# Elizaveta Michajlovna Romanova
Granduchessa Elizaveta Michajlovna di Russia (Cremlino di Mosca, 26 maggio 1826 – Wiesbaden, 28 gennaio 1845) era la seconda figlia del granduca Michail Pavlovič e di sua moglie Carlotta di Württemberg (Elena Pavlovna dopo la conversione all'ortodossia); dovette il suo nome alla zia Elizabeta, moglie di Alessandro I di Russia, morta in quel periodo, e molto amica di Elena Pavlovna.

## Biografia
Chiamate il famiglia Lili, crebbe nella dimora di famiglia, il Palazzo Michailovskij a San Pietroburgo, bella come sua madre Elena.

Alla fine del 1843 Adolfo, duca di Nassau visitando per la prima volta la capitale russa, incontrò Elizabeta, la cui zia materna era la matrigna di Adolfo.
Adolfo ed Elizabeta si innamorarono e si sposarono poco dopo, il 31 gennaio 1844 a San Pietroburgo: lei aveva 17 anni e lui 26. Dopo la cerimonia nuziale, la coppia rimase per un po' di tempo in Russia, per poi trasferirsi in Germania a vivere nel castello di Biebrich a Wiesbaden. Elizabeta rimase quasi subito incinta, per la gioia del marito e del ducato di Nassau, ma morì dopo un anno di matrimonio dando alla luce una figlia, che morì quasi subito.
Adolfo, addolorato, fece erigere una chiesa ortodossa russa - la chiesa di santa Elisabetta nel parco di Neroberg - dove seppellire l'amata moglie: si trova in cima ad una collina perché Adolfo la potesse sempre vedere dal suo palazzo. Il sarcofago di Elizabeta è ancora oggi all'interno della chiesa.

## Ascendenza
|                                        |                               |                                                    | Genitori                                                 |  |  | Nonni |  |  | Bisnonni                |  |  | Trisnonni                              |  |
|                                        |                               |                                                    |                                                          |  |  |       |  |  | 8. Pietro III di Russia |  |  | 16. Carlo Federico di Holstein-Gottorp |  |
|                                        |                               |                                                    |                                                          |  |  |       |  |  | 8. Pietro III di Russia |  |  | 16. Carlo Federico di Holstein-Gottorp |  |
|                                        |                               | 17. Anna Petrovna Romanova                         |                                                          |  |  |       |  |  | 8. Pietro III di Russia |  |  |                                        |  |
| 4. Paolo I di Russia                   |                               |                                                    |                                                          |  |  |       |  |  | 8. Pietro III di Russia |  |  |                                        |  |
|                                        |                               | 9. Caterina II di Russia                           | 18. Cristiano Augusto di Anhalt-Zerbst                   |  |  |       |  |  |                         |  |  |                                        |  |
|                                        |                               | 9. Caterina II di Russia                           | 18. Cristiano Augusto di Anhalt-Zerbst                   |  |  |       |  |  |                         |  |  |                                        |  |
|                                        |                               | 9. Caterina II di Russia                           | 19. Giovanna di Holstein-Gottorp                         |  |  |       |  |  |                         |  |  |                                        |  |
| 2. Michail Pavlovič Romanov            |                               | 9. Caterina II di Russia                           |                                                          |  |  |       |  |  |                         |  |  |                                        |  |
|                                        |                               | 10. Federico II Eugenio di Württemberg             | 20. Carlo I Alessandro di Württemberg                    |  |  |       |  |  |                         |  |  |                                        |  |
|                                        |                               | 10. Federico II Eugenio di Württemberg             | 20. Carlo I Alessandro di Württemberg                    |  |  |       |  |  |                         |  |  |                                        |  |
|                                        |                               | 10. Federico II Eugenio di Württemberg             | 21. Maria Augusta di Thurn und Taxis                     |  |  |       |  |  |                         |  |  |                                        |  |
| 5. Sofia Dorotea di Württemberg        |                               | 10. Federico II Eugenio di Württemberg             |                                                          |  |  |       |  |  |                         |  |  |                                        |  |
|                                        |                               | 11. Federica Dorotea di Brandeburgo-Schwedt        | 22. Federico Guglielmo di Brandeburgo-Schwedt            |  |  |       |  |  |                         |  |  |                                        |  |
|                                        |                               | 11. Federica Dorotea di Brandeburgo-Schwedt        | 22. Federico Guglielmo di Brandeburgo-Schwedt            |  |  |       |  |  |                         |  |  |                                        |  |
|                                        |                               | 11. Federica Dorotea di Brandeburgo-Schwedt        | 23. Sofia Dorotea di Prussia                             |  |  |       |  |  |                         |  |  |                                        |  |
| 1. Elizaveta Michajlovna Romanova      |                               | 11. Federica Dorotea di Brandeburgo-Schwedt        |                                                          |  |  |       |  |  |                         |  |  |                                        |  |
|                                        | 12. Federico I di Württemberg | 24. Federico II Eugenio di Württemberg (= 10)      |                                                          |  |  |       |  |  |                         |  |  |                                        |  |
|                                        | 12. Federico I di Württemberg | 24. Federico II Eugenio di Württemberg (= 10)      |                                                          |  |  |       |  |  |                         |  |  |                                        |  |
|                                        | 12. Federico I di Württemberg | 25. Federica Dorotea di Brandeburgo-Schwedt (= 11) |                                                          |  |  |       |  |  |                         |  |  |                                        |  |
| 6. Paolo Federico di Württemberg       | 12. Federico I di Württemberg |                                                    |                                                          |  |  |       |  |  |                         |  |  |                                        |  |
|                                        |                               | 13. Augusta di Brunswick-Wolfenbüttel              | 26. Carlo Guglielmo Ferdinando di Brunswick-Wolfenbüttel |  |  |       |  |  |                         |  |  |                                        |  |
|                                        |                               | 13. Augusta di Brunswick-Wolfenbüttel              | 26. Carlo Guglielmo Ferdinando di Brunswick-Wolfenbüttel |  |  |       |  |  |                         |  |  |                                        |  |
|                                        |                               | 13. Augusta di Brunswick-Wolfenbüttel              | 27. Augusta di Hannover                                  |  |  |       |  |  |                         |  |  |                                        |  |
| 3. Carlotta di Württemberg             |                               | 13. Augusta di Brunswick-Wolfenbüttel              |                                                          |  |  |       |  |  |                         |  |  |                                        |  |
|                                        |                               | 14. Federico di Sassonia-Altenburg                 | 28. Ernesto Federico III di Sassonia-Hildburghausen      |  |  |       |  |  |                         |  |  |                                        |  |
|                                        |                               | 14. Federico di Sassonia-Altenburg                 | 28. Ernesto Federico III di Sassonia-Hildburghausen      |  |  |       |  |  |                         |  |  |                                        |  |
|                                        |                               | 14. Federico di Sassonia-Altenburg                 | 29. Ernestina Augusta di Sassonia-Weimar                 |  |  |       |  |  |                         |  |  |                                        |  |
| 7. Carlotta di Sassonia-Hildburghausen |                               | 14. Federico di Sassonia-Altenburg                 |                                                          |  |  |       |  |  |                         |  |  |                                        |  |
|                                        |                               | 15. Carlotta di Meclemburgo-Strelitz               | 30. Carlo II di Meclemburgo-Strelitz                     |  |  |       |  |  |                         |  |  |                                        |  |
|                                        |                               | 15. Carlotta di Meclemburgo-Strelitz               | 30. Carlo II di Meclemburgo-Strelitz                     |  |  |       |  |  |                         |  |  |                                        |  |
|                                        |                               | 15. Carlotta di Meclemburgo-Strelitz               | 31. Federica d'Assia-Darmstadt                           |  |  |       |  |  |                         |  |  |                                        |  |
|                                        |                               | 15. Carlotta di Meclemburgo-Strelitz               |                                                          |  |  |       |  |  |                         |  |  |                                        |  |